# Computer Supported Telecommunications Applications
Computer Supported Telecommunications Applications (CSTA) est un protocole de communication de niveau applicatif (niveau 7) entre des équipements informatique et de téléphonie (PABX). Ce protocole est défini par l'ECMA.

## Introduction
Ce protocole a été publié en trois phases.
La phase 3 se caractérise par l'introduction du langage XML pour le dialogue informatique et PABX alors que la phase 2 utilisait encore le protocole technique ASN.1 pour encapsuler les échanges.
À l'aide du protocole CSTA, il est possible de s'abonner aux événements téléphoniques survenant dans le PABX (arrivée d'un appel, raccroché, ...) et si besoin de créer des événements téléphoniques, ce qui permet alors de dématérialiser le poste téléphonique dans une application informatique.